# Tanjongan
Tanjongan is een bestuurslaag in het regentschap Bireuen van de provincie Atjeh, Indonesië. Tanjongan telt 704 inwoners (volkstelling 2010).